# Мурастен

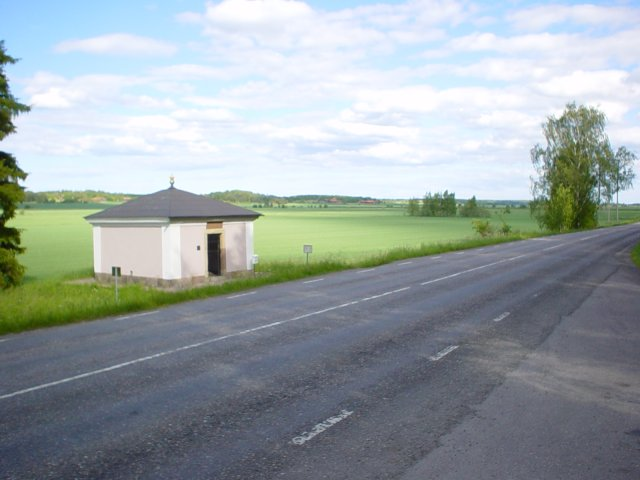
Будиночок, де зберігаються фрагменти збережених каменів

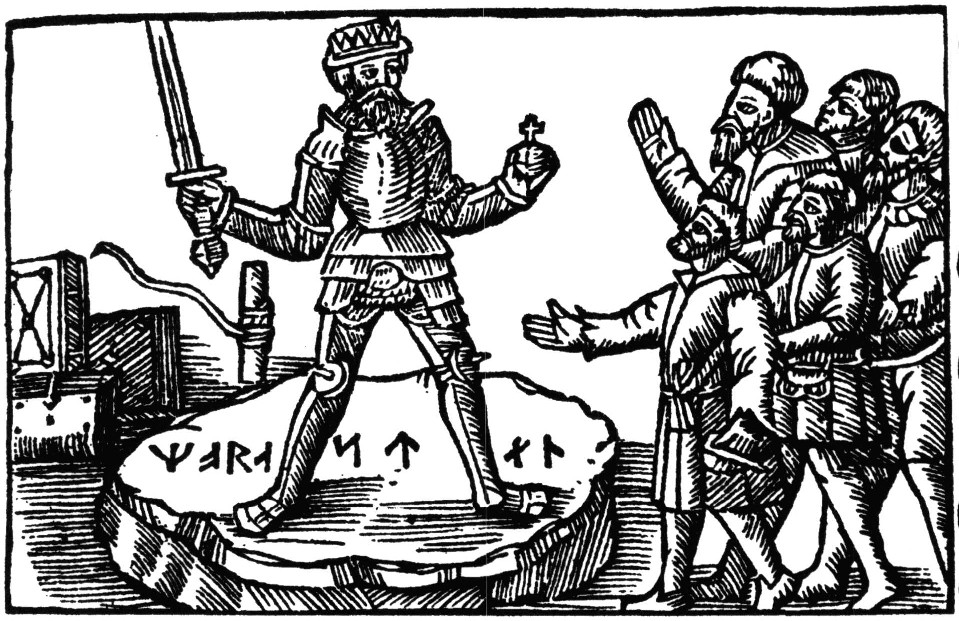
Гравюра із зображенням обрання короля

59°47′52″ пн. ш. 17°46′51″ сх. д. / 59.797777777778° пн. ш. 17.780833333333° сх. д.
Мурастен (швед. Mora sten — мурський камінь, камінь з Мури) — священний камінь на луці Мура поблизу Уппсали, на якому в давнину обиралися шведські конунги.
Згідно із Старшим Вестйоталагом, свеї мали право обирати конунга. У інших обласних законах Швеції —  Уппландслазі і  Седерманналазі — записано, що згадане право належало лише жителям трьох так званих фолькландів: Тіундаланда, Аттундаланда і Ф'єдрундаланда, які наприкінці XIII ст. були об'єднані в одну область Уппланд, а також те, що обрання нового конунга повинне було проводитися на тінзі на лугу Мура.
Ця лука розташовується приблизно за 10 км на південний схід від Уппсали на межі між Аттундаландом і Тіундаландом. На ній було встановлено камінь, на який новообраний король піднімався, щоб дати клятву свеям, що обрали його. Камінь цей оточували дванадцять менш великих каменів. Точне місце, де стояв камінь Мурастен, невідоме, оскільки він, судячи з усього, був прибраний ще в  середньовіччі, але, ймовірно, він лежав неподалік від будівлі, зведеної в 1770 р., там, де нині зберігаються так звані «камені Мури». Ці невеликі камені, згідно з джерелами XV ст., мали «документувати» обрання конунга. На камені висікалося ім'я конунга, після чого його поміщали на Мурастен до наступних виборів.
До наших днів збереглося дев'ять таких каменів. На двох з них читається текст, що свідчить про обрання нових королів: перший повідомляє про обрання Еріка Померанського в 1396 р., другий — про вибори Карла Кнутссона, що став шведським королем в 1448 р. Шість каменів дуже постраждали від часу, і можливості датувати їх немає. На дев'ятому камені зображено три корони.
Першим королем, про якого напевно відомо, що він був обраний на луці Мура, був Магнус Ладулос (1275), останнім — Крістіан I (1457). Проте традиція обрання правителя біля каменю Мурастен є набагато древнішою.

## Ресурси Інтернету
- Вікісховище має мультимедійні дані за темою: Мурастен

## Виноски
1. 1 2 3  Wiki Loves Monuments monuments database — 2017.
2. ↑  Bebyggelseregistret
3. ↑  Olaus Magnus (1982). De nordiska folkens historia. Stockholm